# Campursari (Bulu)
Campursari is een bestuurslaag in het regentschap Temanggung van de provincie Midden-Java, Indonesië. Campursari telt 2482 inwoners (volkstelling 2010).